# Michael Evans (Musiker)
Michael Evans (* 11. Oktober 1957; gestorben 13. August 2021) war ein amerikanischer Jazz- und Improvisationsmusiker (Schlagzeug, Perkussion, Theremin, Komposition).

## Leben und Wirken
Evans studierte Schlagzeug bei Milford Graves, Joe Morello, ferner Tabla bei Misha Masud, Kanjira bei Ganesh Kumar und haitianische/afrokubanische Handtrommel bei John Amira. Unterricht hatte er ferner bei Helen Hobbs Jordan und in Komposition bei Richard Cameron Wolf, Blue Gene Tyranny sowie im Thereminspiel bei Pamelia Kurstin. Mitte der 1980er-Jahre spielte Evans in Boston bei Steve Weisberg (Lost in the Stars: Music of Kurt Weill), in den folgenden Jahrzehnten in New York mit John Zorn, Karen Mantler (Farewell, 1995), Jeffrey Hayden Shurdut und Anders Nilsson, in London mit Robert Wyatt.
Als Thereminspieler arbeitete Evans mit Tanzensembles und Gruppen der Experimental-, Jazz-, Rock- und Kammermusik, u. a. Mitte der 2000er-Jahre in der New Yorker Veranstaltungsreihe Issue Project Room der Theremin Society. In der New Yorker Experimental- und Jazzszene arbeitete er 2016 u. a. mit Chris Cochrane, Ron Anderson, Brian Chase, Sylvie Courvoisier, Chuck Bettis, Uli Geissendoerfer und Mike Pride. Zuletzt nahm er 2018 im Trio mit Daniel Sarid und Yoni Kretzmer das Album Bring (OutNow) auf. Im Bereich des Jazz war er laut Tom Lord zwischen 1985 und 2018 an zwölf Aufnahmesessions beteiligt.